# 스크림 4
《스크림 4》(Scream 4, 또는 SCRE4M)는 2011년 개봉한 미국의 슬래셔 영화로 《스크림》 시리즈의 네 번째 작품이다. 전작 《스크림 3》에 이어 웨스 크레이븐이 연출하였으며, 전작에서 제작을 맡았던 케빈 윌리엄슨이 각본을 썼다.

## 줄거리
원작 우즈보로 살인 사건 발생 15주년 기념 주간에 고등학생 제니 랜달과 마니 쿠퍼가 고스트페이스에게 살해된다. 다음날 시드니 프레스콧은 그녀의 홍보 담당자인 레베카 월터스와 함께 자조 서적을 홍보하기 위해 우즈보로로 돌아온다. 그녀의 렌터카에서 증거가 발견된 후, 시드니는 살인 사건의 주요 용의자가 되어 사건이 해결될 때까지 마을에 머물러야 한다.
전 남자친구 트레버 셸던의 불륜으로 힘들어하는 시드니의 십대 사촌 질 로버츠는 고스트페이스로부터 위협적인 전화를 받는데, 친구 올리비아 모리스도 마찬가지다. 질과 올리비아는 친구 커비 리드와 함께 그들의 전화에 대해 현재 마을 보안관인 듀이 라일리에게 심문을 받고, 그의 부관들인 주디 힉스, 앤서니 퍼킨스, 로스 호스가 사건을 돕는다. 듀이의 아내인 게일 웨더스는 작가의 폐색으로 어려움을 겪고 있으며 남편의 바람에도 불구하고 살인 사건을 조사하기로 결정한다. 그날 밤, 시드니가 질과 이모 케이트와 함께 머무는 동안, 질과 커비가 길 건너편에서 공포에 질려 지켜보는 가운데 올리비아는 고스트페이스에게 잔인하게 살해당한다. 시드니 자신도 고스트페이스와 맞서 싸우고, 퍼킨스와 호스가 도착하자 고스트페이스는 도망칠 수밖에 없었다.
병원에서 시드니는 레베카가 책 판매를 늘리기 위해 살인 사건을 이용하려 한다는 것을 알고 그녀를 해고한다. 레베카는 이후 주차장에서 고스트페이스에게 살해당한다. 게일은 두 명의 고등학생 시네필인 찰리 워커와 로비 머서의 도움을 요청한다. 찰리는 살인자가 공포 리메이크의 규칙을 따르고 있다고 이론화하고, 게일과 시드니는 살인자가 십대들이 스태브 프랜차이즈의 일곱 편을 모두 몰아보기 위해 모이는 헛간에서 열리는 상영 파티인 "스태브어톤"에서 공격할 것이라고 결론 내린다. 게일은 조사를 위해 파티에 잠입하지만, 고스트페이스가 그녀를 공격하여 어깨를 찌른다. 질의 집을 경비하도록 배정된 호스와 퍼킨스도 살해된다. 시드니는 고스트페이스의 또 다른 도발적인 전화를 통해 질이 커비의 집으로 떠났다는 것을 알게 되고, 고스트페이스가 그녀와 케이트를 공격하여 케이트를 살해한다.
질, 커비, 찰리, 로비, 트레버가 커비의 집에서 애프터 파티를 위해 도착했을 때 고스트페이스가 공격하여 술에 취한 로비를 살해한다. 시드니는 질과 함께 떠나기 위해 도착하지만, 그들은 모두 고스트페이스에게 쫓긴다. 시드니가 듀이에게 전화하고 질을 찾으려 하는 동안, 커비는 묶여 입이 막혀 있던 찰리를 풀어주지만, 찰리는 즉시 그녀를 찌르고 자신이 고스트페이스임을 드러낸 다음 그녀를 피 흘리게 내버려 둔다. 시드니는 찰리와 두 번째 고스트페이스와 맞서게 되는데, 그 두 번째 고스트페이스는 자신이 질임을 밝힌다. 그녀는 시드니가 이전 살인 사건에서 살아남아 얻은 명성에 대한 질투심 때문에 살인 사건을 주도했으며, 트레버를 고스트페이스로 모함할 목적으로 살인 사건의 가짜 희생자로 명성을 얻고자 했다고 고백한다. 질은 트레버를 살해하고 찰리를 배신하여 그를 찔러 죽여 트레버의 공범으로 몰고 그녀가 유일한 생존자가 될 수 있도록 한다. 그런 다음 그녀는 시드니를 찌르고 자신에게 부상을 입혀 트레버를 더욱 모함한다.
듀이와 경찰이 도착하고 시드니와 질은 병원으로 이송된다. 시드니가 살아남았다는 것을 알게 된 격분한 질은 그녀의 병실로 가서 마지막으로 그녀를 죽이려 한다. 동시에 듀이와 게일은 질이 게일의 공격에 대해 공개되지 않은 발언을 한 것으로 보아 그녀가 살인자 중 한 명이라는 것을 추론한다. 듀이, 게일, 주디는 시드니를 돕기 위해 서두르지만, 질이 그들을 제압한다. 소란 중에 시드니는 제세동기로 질에게 전기 충격을 가하고 그녀의 심장을 쏴서 마침내 그녀를 죽인다. 듀이가 지원을 요청하는 동안, 외부 기자들은 질을 "영화에서 막 튀어나온 영웅"이라고 잘못 보도한다.

## 출연

### 주연
- 니브 캠벨 ... 시드니 프레스콧 역
- 커트니 콕스 ... 게일 웨더스 라일리 역
- 데이빗 아퀘트 ... 드웨이 라일리 역
- 엠마 로버츠 ... 질 로버츠 역
- 헤이든 파네티어 ... 커비 리드 역
- 루시 헤일 ... 셔리 역

### 조연
- 로저 잭슨 ... 더 보이스 역
- 쉐닌 그림즈 ... 트루디 역
- 데인 파웰 ... 고스트페이스 역
- 안나 파킨 ... 레이첼 역
- 크리스틴 벨 ... 클로이 역
- 에이미 티가든 ... 제니 랜들 역
- 브릿 로버트슨 ... 마니 쿠퍼 역
- 알리슨 브리 ... 레베카 월터스 역

## 기타
- 공동제작: 칼리 페인골드
- 조감독: 아나스타시아 C. 네멕
- 미술: 애덤 스톡하우젠
- 세트: 헬렌 브리튼
- 의상: 데브라 맥과이어
- 분장부문: 엘렌 아든
- 분장부문: 섀넌 베이크맨
- 분장부문: 엘리자베스 코테즈
- 분장부문: 매기 펑
- 분장부문: 킴벌리 그린
- 분장부문: 노마 리
- 분장부문: 돈 마톡스
- 분장부문: 브랜트 메이필드
- 분장부문: 브리짓트 A. 미여
- 분장부문: 피터 롭-킹
- 분장부문: 게리 J. 터니클리프
- 분장부문: 조이 자파타
- 배역: 에이비 코프먼
- 배역: 낸시 네이어
- 프로덕션매니저: 에릭 버그먼
- 프로덕션매니저: 리처드 E. 차플라 주니어
- 프로덕션매니저: 제프 메이나드
- 프로덕션매니저: 엠버 테일러